# Het Rutbeek
 (septembre 2014).
Si vous disposez d'ouvrages ou d'articles de référence ou si vous connaissez des sites web de qualité traitant du thème abordé ici, merci de compléter l'article en donnant les références utiles à sa vérifiabilité et en les liant à la section « Notes et références ».
Het Rutbeek est une base nautique néerlandaise, située à l'est de la province néerlandaise d'Overijssel, au sud-est du territoire de la commune d'Enschede. Elle se trouve près du Buurserzand (nl), paysage naturel remarquable se situant sur la commune d'Haaksbergen.

## Histoire
Le site de Het Rutbeek se trouve au sein d'anciennes sablières, dont on a pensé faire dès les années 1960 une zone récréative. À la fin de l'exploitation du gisement, en 1977, les travaux d'aménagement commencent, et en 1978 une première partie du site ouvre au public. En 1982, l'intégralité du site est prête.
Het Rutbeek est la propriété de la Plusregio Twente (nl), sorte de communauté de communes autour de la ville-centre d'Enschede, fédérée autour de l'identité de la région historique du Twente.

## Équipements
Le site, d'une superficie totale de cent-vingt hectares, comprend en plan d'eau de quarante hectares. Ce lac a une profondeur moyenne de trois mètres, la profondeur maximale ne dépassant pas cinq mètres. La promenade autour du lac fait entre quatre et cinq kilomètres. Le Rutbeek dispose en son pourtour de cinq plages, et d'une zone humide ou marais.
Le site est apprécié des personnes habitant les alentours, qui y viennent pour marcher, faire du vélo ou du VTT, mais aussi pour pratiquer les sports nautiques. Outre la natation, les mises à l'eau et les clubs autour du plan d'eau permettent d'y faire de la plongée, de la pêche, mais aussi du canoë ou du ski nautique, le lac étant équipé d'un téléski nautique. On vient aussi pour simplement y faire des barbecues ou du cerf-volant.
Le site accueille régulièrement des compétitions sportives, comme le triathlon annuel, ou des concerts, qu'il s'agisse de musique pop comme le festival annuel de pop-rock Geuzenpop (nl), ou des événements de musique électronique, comme Dominator, chaque été depuis 2007.

### Naturisme
Dès 1982 une plage naturiste illégale s'installe au Rutbeek. Au bout d'un an, les propriétaires des lieux décident de mettre fin à cette occupation, en transformant la zone concernée en marais, rendant impraticables les plages. Néanmoins, le naturisme revient en 1987, cette fois-ci de manière officielle, un plage au sud-ouest de la base nautique lui étant dédiée, à l'opposé donc de la première plage nudiste. Située d'abord à l'écart du sentier de promenade autour du lac, un chemin balisé a par la suite été ouvert, en 2009.

### Projets de développement
Par deux fois par le passé, des projets ont été proposés pour réaliser un centre de loisir avec des bungalows en location ; mais les deux projets ont été abandonnés.
Néanmoins, la Plusregio Twente a toujours à l'étude ce type de projet. Appuyé par un promoteur spécialisé, un nouveau projet comprenant deux-cent-cinquante bungalows, un restaurant et un spa serait à l'étude. La Plusregio désire en effet rentabiliser l'exploitation du site en mettant l'accent sur le développement touristique de cette zone.

## Fréquentation
Comme pour les autres bases nautiques aux Pays-Bas, le nombre de visiteurs stagne d'année en année. Notons toutefois qu'ici, environ 20 % des visiteurs viennent d'Allemagne. L'Office du tourisme de Gueldre-Overijssel donne les chiffres suivants :
- 2004 : 258 000
- 2005 : 259 000
- 2006 : 237 000
- 2007 : 190 000
- 2008 : 230 000
- 2009 : 235 000
- 2010 : 205 000

### Sources
: document utilisé comme source pour la rédaction de cet article.
- (nl) Recreatiepark Het Rutbeek sur le site officiel de la Plusregio Twente
- (nl) Site officiel du triathlon du Rutbeek